# Juf
Juf vagy Juef (ỉw=f) ókori egyiptomi pap volt a XVIII. dinasztia idején. Egy edfui sztéléről ismert, amely ma a kairói Egyiptomi Múzeumban található (JdE 27091; CG 34009). A sztélén szerepel rövid életrajza, melynek szövege nagyrészt jó állapotban maradt fenn, bár némelyik kifejezés nehezen érthető. A szöveg szerint Juf két királynét is szolgált; Ahhotep királyné, I. Jahmesz anyja nevezte ki az oltárhoz befolyó adókért felelős második pappá, a templom ajtónállójává és wab-pappá. Arról is tudósít, hogy rossz állapotban találta Szobekemszaf hercegnő sírját, és rendbehozatta. Szobekemszaf hercegnő alatt valószínűleg Nubheperré Antef feleségét, Szobekemszaf királynét érti. Más forrásokból tudni, hogy a sír Edfuban volt.
Juf arról is beszámol, hogy megkapta Ahhotep királyné egyik szobrát, valószínűleg egy kultuszhoz. Később Ahmesz királynét, I. Thotmesz feleségét szolgálta, aki kinevezte az isten pecséthordozójának írnokává. Ahmesz is megajándékozta egy szoborral, emellett élelmiszerrel és földbirtokkal is.